# Стадій
Ста́дій, також ста́дія, стáдіон (грец. στάδιον) — старовинна одиниця вимірювання відстаней у багатьох народів, що була вперше введена у Вавилоні, а вже потім отримала свою грецьку назву. Стадій був відстанню, що проходила людина спокійною ходою за час сходу Сонця, тобто протягом приблизно 2 хвилин.
Стадій вавилонський дорівнював 194 метрам, єгипетський — 230,4 метра, грецький — 178 метрам, римський — 185 метрам, атичний — 177,6 метра.[джерело?]